# Брудний Арон Абрамович
Брудний Арон Абрамович(13 січня 1932 — 14 березня 2011) — радянський, киргизький вчений, психолог, філософ, письменник, сценарист, вважається одним із засновників факультету психології МДУ ім. М. В. Ломоносова.

## Особисте життя
Арон Абрамович народився у місті Фрунзе (Бішкек), Республіка Киргизстан. Батько — лікар, вчений, державний діяч. Дружина Дінара Садикбекова, кандидат філософських наук, незалежний дослідник.

Батько чотирьох дітей. Дідусь.

## Творчий шлях і кар'єра
Закінчив школу екстерном. Рік провчився у мед. внз у Фрунзе і перевівся до Ленінграду. Тут слухав лекції вчителів академіка Павлова.. Паралельно вчився на історика в Киргизьському Державному Університеті (закінчив екстерном у 1953 р).
Захистив дисертацію кандидата філософських наук у Інституті Філософії Академії Наук СРСР у 1957 р.
Захистив докторську дисертацію на тему «Мова, свідомість і дійсність» у 1970 р.
52 роки пропрацював в Киргизьській Академії Наук.
Професор Брудний вів авторські курси в МДУ ім. М. В. Ломоносова, очолював кафедру психології в Киргизько-Російському Слов'янському Університеті, з 1998 року завідував психологічною лабораторією Американського Університету в Центральній Азії (АУЦА).
Арон Абрамович опублікував більше ніж 300 наукових праць, був нагороджений державною премією Киргизстану в галузі науки і техніки. Його праці були перекладені 7 мовами світу.
В психології займався психолінгвістикою, вивченням мовного мислення. Вивчав вплив мови на мислення і зворотний вплив: мислення на мову. Після цього зайнявся вивченням розуміння. Ця праця зафіксована у книзі «Психологія герменевтики».

| «Академік Арон Абрамович Брудний визначав "розуміння" як феномен, що виникає у безпосередньому зв'язку з процесом спілкування і є необхідною умовою існування і побудови текстів (32, 12). Це стосується як до письмових, так і усних текстів. Зрозуміти - значить здобути знання. В результаті розуміння знання стає частиною внутрішнього світу особистості і впливає на регуляцію її діяльності. (32, 25-26). Процес розуміння тексту відбувається одночасно на кількох рівнях: (1) рівень монтажу означає послідовний перехід від одного елементу тексту до іншого; (2) перецентрування' - переміщення мислительного центру у свідомості реципіента (слухача, глядача, читача) від одного елементу тексту до іншого; (3) формування концепту тексту - його загального змісту (32, 139-140)». | — пише Нікітіна Ю.А. [Архівовано 18 травня 2010 у Wayback Machine.] у своїй дисертації .
Був членом ред. колегії наукових журналів Социальная психология и общество, Культурно-историческая психология.

В останні роки працював над науково-дослідним проектом «Розуміння як функція чисельного інтеллекту і методи його дослідження».
Наразі у друці знаходиться збірка праць психологічної лабораторії АУЦА, яку професор встиг закінчити за тиждень до смерті .
Арон Абрамович також займався письменницькою діяльністю. За п'єса «Спіритичний сеанс» була поставлена у Москві., а документальна стрічка «Дзеркало тіней» про іншого славетного психолога — Карла Густава Юнга вийшла на Леннаучфільмі (режисер — Бакенбаєва Мерувет Сативалдиївна). Відомі його літературні твори: оповідь «Гибель прошлого» та «Гостиница Ливерпуль».
Разом з Д. Н. Кавтарадзе, Яницьким О. М. та іншими брав участь у міждисциплінарному проекті «Екополіс» — який ставив на меті вивчати на практиці взаємозв'язок людини і природи у місті на базі підмосковного наукограду Пущино.

## Основна бібліографія
- Язык, сознание и действительность, 1970 [Архівовано 15 березня 2016 у Wayback Machine.]
- Ум - это интеллект, "Знание-Сила", март 1973 [Архівовано 6 березня 2016 у Wayback Machine.]
- Экополис : Введ. и пробл. Препринт / А. А. Брудный, Д. Н. Кавтарадзе, 36 с. ил., 1 л. ил. 22 см, Пущино НЦБИ АН СССР 1981
- Философско-методологические проблемы теории общения 1982, Фрунзе
- Сознание и понимание 1982, Фрунзе
- Брудный А. А. Экополис. Введение и проблемы. Екология малого города / А. А. Брудный, Д. Н. Кавтарадзе. — Пущино. — 1981
- Понимание и Коммуникация, 1988, Москва
- Метафизика игры. Журнал Апокриф № 2 1989 Москва
- Невидаль (киносценарий). Журн. Апокриф № 3, 1990, Москва
- Другому как понять тебя? 1990, Москва
- Независимый Кыргызстан: третий путь (с Койчуевым Т.), 1994, Бишкек
- Наука понимать, 1996, Бишкек
- Спиритический сеанс (пьеса) «Чабыт/Порыв» (лит. альманах), 1996, Бишкек
- Салун «Последний шанс» (пьеса). «Чабыт/Порыв» (лит. альманах), 1996, Бишкек
- Природа и культура: великое противостояние [Архівовано 5 березня 2016 у Wayback Machine.], 1996
- Пространство возможностей. Введение в исследование реальности, 1999, Бишкек
- Психологическая герменевтика[недоступне посилання з червня 2019], 2001, Москва
- Психология познания. Учебное пособие 21 века: Учебное пособие. — 2001, Бишкек
- Персонетика. — 2003, Бишкек
- Человек и общество CD-ROM, 2003, Бишкек
- Персонетика, 2003, Москва
- Над городом туман (пьеса). «Чабыт/Порыв» вып. 3, 2006, Бишкек
- Гостиница «Ливерпуль». журн. Полдень XXI век, 2007, Санкт-Петербург